# Лутик, Дмитрий Юрьевич
Дмитрий Юрьевич Лутик (бел. Дзмітрый Юр'евіч Луцік; род. 5 июня 2002, Барань, Q6464662?) — белорусский футболист, полузащитник дзержинского «Арсенала».

## Карьера

### «Орша»
Воспитанник футбольной академии клуба «Орша». В августе 2019 года футболист стал тренироваться с основной командой оршанского клуба. Дебютировал за клуб 17 августа 2019 года в матче против «Крумкачей», выйдя на замену на 79 минуте. Футболист сразу же закрепился в основной команде клуба, однако весь сезон футболист выходил на поле преимущественно со скамейки запасных. В своём дебютным сезоне за основную команду клуба провёл 12 матчей.
К новому сезону 2020 года футболист полноценно готовился с основной командой. Первый матч сыграл 18 апреля 2020 года против «Лиды», где футболист появился на поле в стартовом составе. Первым результативным действием за клуб отличился 23 мая 2020 года в матче против светлогорского «Химика». Свой дебютный гол за клуб забил 15 ноября 2020 года в ответном матче против «Лиды». По итогу сезона футболист отличился забитым голом и результативной передачей.
Первый матч в новом сезоне футболист сыграл 17 апреля 2021 года в матче против «Слонима-2017». Первым своим забитым голом в сезоне футболист отличился в матче 22 мая 2021 года против «Лиды». Первую половину сезона футболист провёл выходя на поле со скамейки запасных, однако затем начиная с конца сентября закрепился в основной команде оршанского клуба, став одним из ключевых игроков в стартовом составе. За сезон футболист отличился 2 забитыми голами во всех турнирах и 3 результативными передачами.
Новый сезон футболист начал с матча 10 апреля 2022 года против гомельского «Локомотива», выйдя на поле в стартовом составе и сыграв до финального свистка. С самого начала сезона футболист стал одним из ключевых игроков в основной команде. Первым результативным действием за клуб футболист отличился 17 июля 2022 года в матче против пинской «Волны». По итогу сезон футболист закончил с результативной передачей в своём активе.

### «Нафтан»
В январе 2023 года футболист перешёл в новополоцкий «Нафтан». Дебютировал за клуб 18 марта 2023 года в матче против солигорского «Шахтёра». На протяжении первой половины чемпионата футболист был одним из основных игроков новополоцкого клуба, однако результативными действиями не отличился. В июле 2023 года футболист покинул клуб.

### «Макслайн»
В августе 2023 года футболист перешёл в «Макслайн». Дебютировал за клуб 4 августа 2023 года в матче против «Барановичей», выйдя на замену на 69 минуте. В своём следующем матче 11 августа 2023 года против «Слонима-2017» футболист отличился дебютным забитым голом за клуб. Футболист быстро смог закрепиться в основной команде клуба, чередуя матчи в стартовом составе и со скамейки запасных, отличившись своим единственным забитым голом. По итогу сезона футболист вместе с клубом занял итоговое пятое место в чемпионате.

### «Арсенал»
В июле 2024 года перешел в дзержинский «Арсенал».